# Bundesstraße 270
Pour les articles homonymes, voir Route 270.
La Bundesstraße 270 est une Bundesstraße du Lander de Rhénanie-Palatinat.

## Trafic
La Bundesstrasse 270 est la principale route d'accès pour la région au nord de Kaiserslautern ainsi que la principale connexion entre Kaiserslautern et le sud de Pirmasens.
Elle part d'Idar-Oberstein et traverse les arrondissements de Kusel, de Kaiserslautern, la ville ainsi que le Palatinat-Sud-Ouest.
À partir de Lauterecken, la route est aménagée en rocade. Une installation d'un kilomètre et demi de la B 270 à l'est de Wolfstein fut approuvée en novembre 2006 et est maintenant terminée.

## Source
- (de) Cet article est partiellement ou en totalité issu de l’article de Wikipédia en allemand intitulé « Bundesstraße 270 » (voir la liste des auteurs).